# Bovegno
Bovegno est une commune italienne de la province de Brescia dans la région Lombardie en Italie.

## Administration
| Période                                  | Période | Identité | Étiquette | Qualité |
| ---------------------------------------- | ------- | -------- | --------- | ------- |
|                                          |         |          |           |         |
| Les données manquantes sont à compléter. |         |          |           |         |

### Hameaux
Graticelle, Ludizzo, Magno, Zigole, Savenone, Predondo, Castello, Piano

### Communes limitrophes
Artogne, Berzo Inferiore, Bienno, Collio (Brescia), Esine, Gianico, Irma (Italie), Marmentino, Pezzaze